# Cassiano Ricardo
Cassiano Ricardo Leite (São José dos Campos, 26 luglio 1895 – Rio de Janeiro, 14 gennaio 1974) è stato un poeta, giornalista e saggista brasiliano, noto popolarmente solo con il suo nome proprio di Cassiano Ricardo.
La sua opera passa per diversi momenti: inizialmente sembra avvicinarsi al parniasanismo e al simbolismo, per poi approdare ad una fase modernista, in cui recupera e ripropone, in chiave nazionalista, motivi tipici brasiliani (soprattutto l'epopea dei bandeirantes) da opporre ai temi europei, allora dominanti; fu questo il periodo del cosiddetto verdeamarelismo (dai colori della bandiera brasiliana: verde e amarelo, in italiano verde e giallo), movimento che cercava una sorta di nazionalizzazione della letteratura, di cui fu, con Plínio Salgado, Paulo Menotti Del Picchia e Raul Bopp, un esponente di spicco. Quando Plínio Salgado impresse una direzione più apertamente fascista al movimento, Cassiano se ne allontanò, ripiegando su temi quotidiani e intimistici.
Nel 1937 divenne membro dell'Accademia Brasiliana delle Lettere, onore, questo, che prima di lui era toccato a un solo altro rappresentante del modernismo, Guilherme de Almeida.
Una delle sue composizioni poetiche, João o telegrafista, tradotta in italiano dal lusista Ruggero Jacobbi, fu messa in musica da Enzo Jannacci e inserita nel suo album Vengo anch'io. No, tu no del 1968 con il titolo di Giovanni telegrafista.

## Opere
- Dentro da noite (1915)
- A flauta de Pã (1917)
- Jardim das Hespérides (1920)
- A mentirosa de olhos verdes (1924)
- Vamos caçar papagaios (1926)
- Borrões de verde e amarelo (1927)
- Martim Cererê (1928)
- Deixa estar, jacaré (1931)
- Canções da minha ternura (1930)
- Marcha para Oeste (1940)
- O sangue das horas (1943)
- Um dia depois do outro (1947)
- Poemas murais (1950)
- A face perdida (1950)
- O arranha-céu de vidro (1956)
- João Torto e a fábula (1956)
- Poesias completas (1957)
- Montanha russa (1960)
- A difícil manhã (1960)
- Jeremias sem-chorar (1964)